# Янувка (Холмський повіт)
Янувка (пол. Janówka) — село в Польщі, у гміні Лісневичі Холмського повіту Люблінського воєводства. Населення — 100 осіб (2011).

## Історія
За даними етнографічної експедиції 1869—1870 років під керівництвом Павла Чубинського, у селі здебільшого проживали польськомовні римо-католики, меншою мірою — греко-католики, які також розмовляли польською.
У 1975—1998 роках село належало до Холмського воєводства.

## Демографія
Демографічна структура станом на 31 березня 2011 року:
|          | Загалом | Допрацездатний вік | Працездатний вік | Постпрацездатний вік |
| -------- | ------- | ------------------ | ---------------- | -------------------- |
| Чоловіки | 57      | 10                 | 44               | 3                    |
| Жінки    | 43      | 6                  | 29               | 8                    |
| Разом    | 100     | 16                 | 73               | 11                   |